# 솔로지옥 시즌2
《솔로지옥 시즌2》은 넷플릭스에서 2022년 12월 13일부터 2023년 1월 10일까지 방영된 리얼리티 예능 프로그램이다.

## 출연

### 패널
- 이다희
- 규현
- 홍진경
- 한해

### 참가자 (남성)
- 최종우
- 조융재
- 김한빈
- 신동우
- 덱스
- 김세준

### 참가자 (여성)
- 신슬기
- 박세정
- 이소이
- 이나딘
- 최서은
- 임민수